# Leopold Lajos

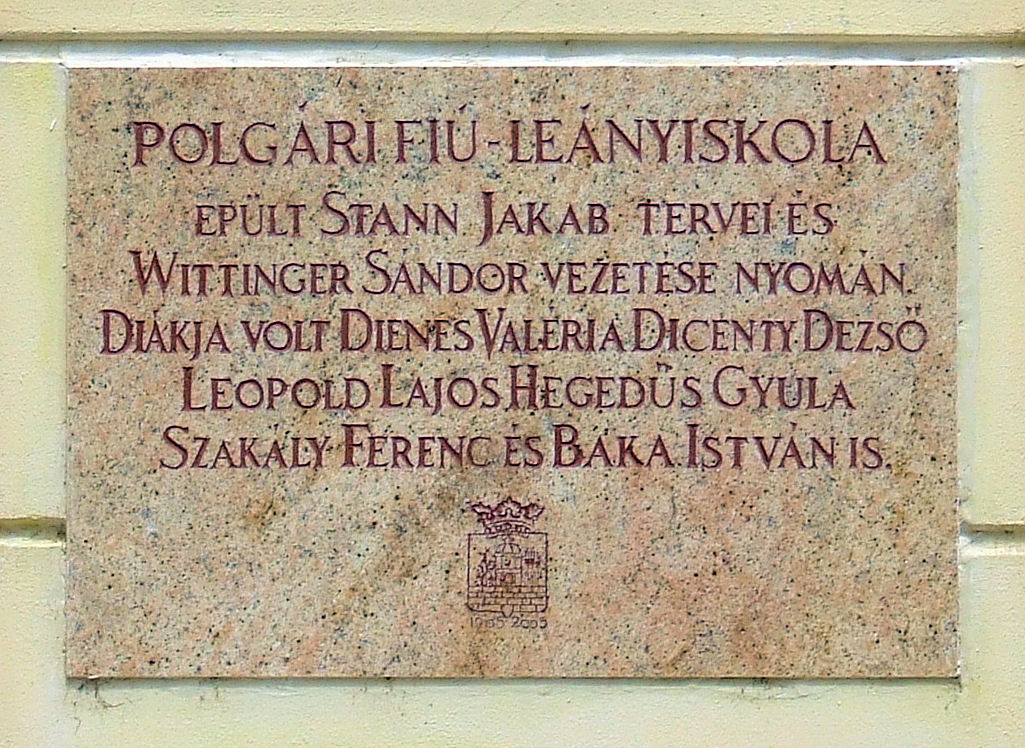
Emléktáblája Szekszárdon

Leopold Lajos (Szekszárd, 1879. december 5. – Tótvázsony, Cservölgy, 1948. január 16.) jogász, gazdálkodó földbirtokos, tudós, szociológus, a századforduló egyik különös magyar gondolkodója.

## Életútja
Leopold Sándor és Kron Otília fia. A bajai cisztercita gimnáziumban, majd a Pázmány Péter Tudományegyetem Állam- és Jogtudományi karán tanult. 1928-tól a Közgazdasági Egyetemen és a Műegyetemen volt előadó. Szociológiai tanulmányait a Huszadik Században s más folyóiratokban, majd pedig A presztízs című nagy művében tette közzé. Munkája francia és német nyelven is megjelent. A Társadalomtudományi Társaság tagja, Babits Mihály, Somló Bódog, Jászi Oszkár jó barátja volt.

## Magánélete
Házastársa Jacobi Lívia (1880–1962) volt, Jacobi Viktor zeneszerző nővére, akivel 1905. január 1-jén Budapesten kötött házasságot. 1915-ben áttértek a római katolikus vallásra.
Lánya Leopold Éva Lívia Mária, veje Badics József (1900–1945) mezőgazdasági szakíró.
Sírja Tótvázsonyban található, a Cservölgyi kúriához közeli domboldalon. Egyik sírkövön születésének és halálának évszámai (1879–1948), másikon egy kereszt, harmadikon pedig írói álneve, az Anima Sola olvasható.

## Művei
- Az olasz szocializmus (1903)
- A társadalmi fejlődés iránya (1904)
- Az aratógép szociológiája (1906)
- A presztízs PDF (1912) Szociológiai Könyvtár-sorozat
- Elmélet nélkül. Gazdaságpolitikai tanulmányok PDF (1917)
- Aranykapu PDF (1926)
- Munkabér és nagybirtok (1934)
- A földosztó háború PDF (1938)
- A presztízs (Magvető, 1987) Magyar Hírmondó-sorozat. Sajtó alá rend., jegyz., bibliográfia, utószó: E. Bártfai László. ISBN 963 14 1117 6

## Külső hivatkozások
- Ifj. Leopold Lajos: A presztízs. (Nyugat, 1912. 11. szám)
- Babits Mihály: A presztízs (Nyugat, 1912. 9. szám)
- Gulyás Pál: Magyar írók élete és munkái – új sorozat I–XIX. Budapest: Magyar Könyvtárosok és Levéltárosok Egyesülete. 1939–1944.  , 1990–2002, a VII. kötettől (1990–) sajtó alá rendezte: Viczián János
- Magyar nagylexikon  I–XIX. Főszerk. Bárány Lászlóné et al. Budapest: Akadémiai; (hely nélkül): Magyar Nagylexikon. 1993–2004.  ISBN 963-05-6611-7
- Révai új lexikona I–XIX. Főszerk. Kollega Tarsoly István. Szekszárd: Babits. 1996–2008.  ISBN 963-901-594-6
- Új magyar életrajzi lexikon I–VI. Főszerk. Markó László. Budapest: Magyar Könyvklub; (hely nélkül): Helikon. 2001–2007.  ISBN 963-547-414-8